# شبگرد یوکاتان
شبگرد یوکاتان (نام علمی: Antrostomus badius) نام یک گونه از تیره شبگردان است.